# Stenkyrke

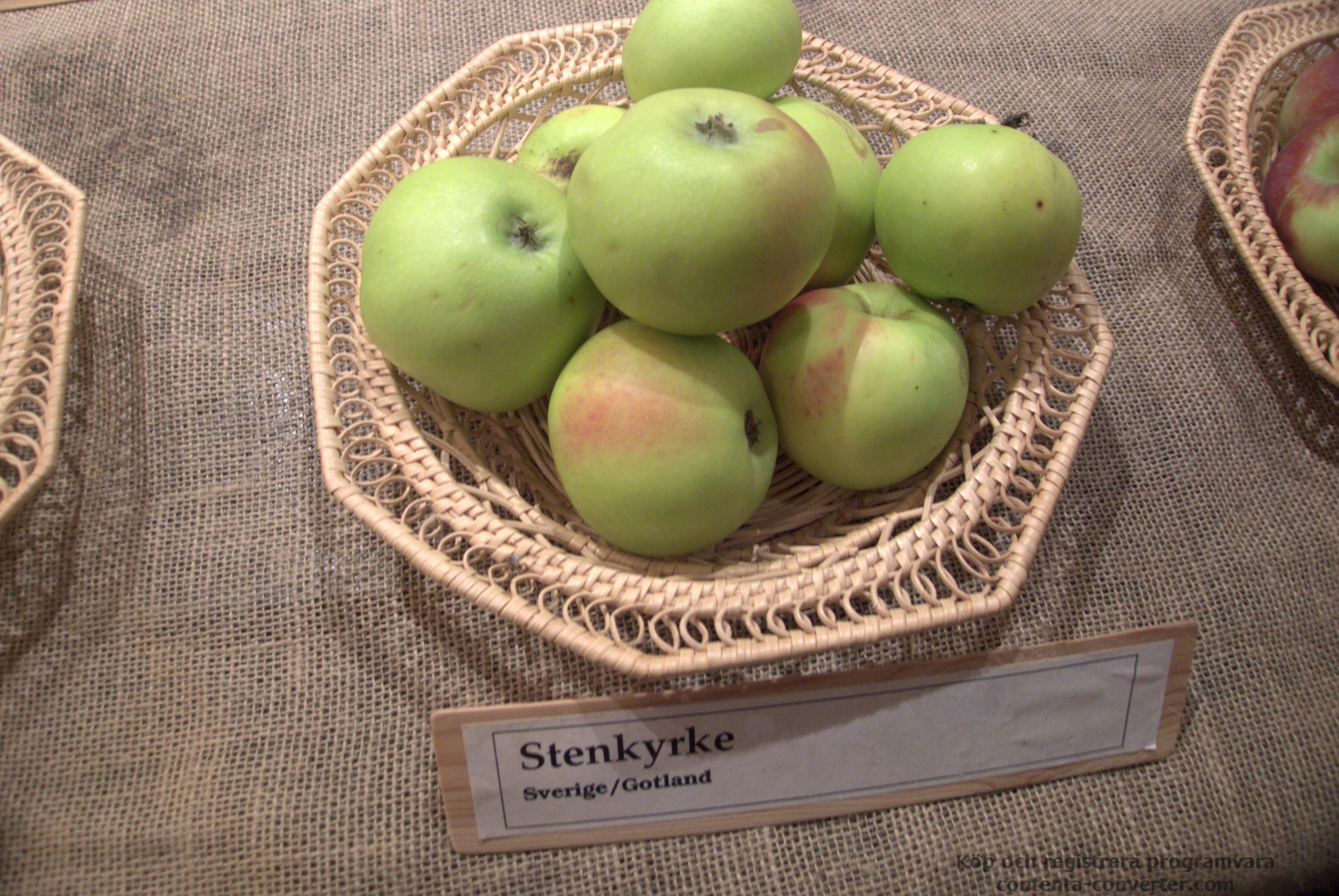

Stenkyrkeäpple (litografi av målning av Henriette Sjöberg (1842–1915)).

Stenkyrke är en äppelsort som utsetts till landskapsäpple för Gotland. Det skördas i oktober, kan användas direkt och håller till nyår eller längre. Zon 1–2. Gulgrön grundfärg, åsar saknas. Vitt fruktkött. Kan drabbas av fruktträdskräfta. Korsning mellan Danziger kantäpple och Fullerö.
Det finns olika tillkomsthistorier:
1. Ett skepp drev omkring utanför Stenkyrkehuk fyr. På detta skepp fanns några fruktträd som planterades. Ett av dessa gav upphov till stenkyrkeäpplet.[2]
2. En kärna infördes av en sjöman och planterades vid Stenkyrke på Gotland.[1]
3. Äpplet skulle vara en kärnsådd vid Stenkyrke prästgård möjligtvis av äpplesorten stettiner, som har vissa likheter och som odlades på Gotland.[3]